# 端姑娜吉哈
端姑娜吉哈·东姑布尔汉丁（Tunku Ampuan Najihah binti Almarhum Tunku Besar Burhanuddin，1923年9月1日—2023年9月8日）是马来西亚森美兰州太后。1967年至2008年间为森美兰严端后，1994年至1999年间出任马来西亚第十任最高元首后。
端姑娜吉哈嫁给已故森美兰严端端姑查化。端姑查化是端姑娜吉哈长姐，前森美兰严端后和前最高元首后端姑古夏的继子。1967年，端姑娜吉哈接替姐姐东姑杜拉成为森美兰严端后。